# Lt. Robin Crusoe, U.S.N.
Lt. Robin Crusoe, U.S.N. is een Amerikaanse film in Technicolor uit 1966 onder regie van Byron Paul. De film is losjes gebaseerd op de roman Robinson Crusoe van Daniel Defoe; het idee voor deze verfilming kwam van Walt Disney.
De film, die destijds in Nederland werd uitgebracht onder de titel Een moderne Robinson Crusoë, was ondanks negatieve recensies een commerciële hit en behoort tot de top 10 best verdienende films van 1966.

## Verhaal
Als luitenant-vlieger Robin Crusoë neerstort, doolt hij wat rond ter zee op een rubber bootje op de Stille Oceaan en landt na lang dobberen op een onbewoond eiland. In een aangespoelde Japanse onderzeeër treft hij een verdwaalde ruimte-aap, die daarop zijn enig gezelschap op het eiland blijkt te zijn. Het tweetal bouwt na aanvankelijke frictie een band met elkaar op. 
Plotseling stuit Robinson op een stammeisje, dat hij Wednesday noemt. Zij is samen met haar zusters als vluchteling naar het eiland gekomen. Ze zijn voor hun tirannieke opperhoofd gevluchten en laten zich door Robinson militair omscholen om dit onrecht te bestrijden. Niet veel later komt de stamhoofd naar het eiland om met de in rotsen gehouwen god Kahoena te communiceren. Robinson schrikt hem succesvol af met luidsprekers en vuurwerk vanaf de rotsen.

## Rolverdeling
| Acteur         | Personage                                         |
| -------------- | ------------------------------------------------- |
| Dick Van Dyke  | Lt. Robin Crusoe                                  |
| Nancy Kwan     | Wednesday                                         |
| Akim Tamiroff  | Tanamashu                                         |
| Arthur Malet   | Man met paraplu                                   |
| Tyler McVey    | Kapitein                                          |
| Peter Renaday  | Piloot                                            |
| Peter Duryea   | Co-Piloot                                         |
| John Dennis    | Stamman                                           |
| Nancy Hsueh    | Stammeisje #1                                     |
| Victoria Young | Stammeisje #2                                     |
| Yvonne Ribuca  | Stammeisje #3                                     |
| Bebe Louie     | Stammeisje #4                                     |
| Lucia Valero   | Stammeisje #5                                     |
| Richard Deacon | Stem handleiding survivalkit (ongenoemde stemrol) |

## Productie
Cameraman Robert King Baggot overleed aan de verwondingen opgelopen tijdens het draaien van deze film.

## Ontvangst
De film kreeg van de Nederlandse pers negatieve reacties. Recensent van De Tijd noemde het "een saaie vertoning, vol grote grijnzen en zogenaamde geestigheid". Criticus van Het Parool schreef: "Hoe verbaasd-komisch Van Dyke ook in de lens tracht te kijken, het wil maar niet leuk worden. [..] De grapjes blijven stroef en te duidelijk bedacht." Ook recensent van Trouw schreef dat hij "om dit kinderachtige lawaaiige verzinsel maar akelig weinig [heeft] kunnen lachen".